# Liz Gill
Liz Gill (eigentlich Elizabeth Anne Gill; * 14. März 1945) ist eine ehemalige britische Sprinterin.
1965 gewann sie bei der Universiade Bronze über 100 und 200 Meter.
Bei den British Empire and Commonwealth Games 1966 in Kingston schied sie über 100 Yards im Vorlauf und über 220 Yards im Halbfinale aus und wurde mit der walisischen 4-mal-110-Yards-Stafette Fünfte.
1965 wurde sie Englische Hallenmeisterin über 60 Yards. 1963 und 1964 wurde sie sowohl über 100 wie auch über 220 Yards Walisische Meisterin.

## Persönliche Bestzeiten
- 50 m (Halle): 6,4 s, 20. Februar 1966, Berlin
- 100 m: 11,6 s, 30. Mai 1965, Hagen
- 200 m: 24,0 s, 1965